# Framfaren är natten
Framfaren är natten eller Upp, Sion, att prisa är en psalm för reformationsdagen av Svante Alin, skriven 1906. Inför 1986 års psalmbok gjordes en lätt språklig bearbetning, då första versen togs bort och i dess plats sattes den vers som tidigare varit sist. Titeln blev då ändrad till den nya titelraden (Upp, Sion, att prisa).
Melodin är av danskt ursprung från omkring 1528. I Koralbok för Nya psalmer, 1921 uppges att melodins ursprung antas vara danskt, men daterat till 1569. Där anges också att det är samma melodi som till psalmen Vad ljus över griften (1819 nr 102).

## Publicerad i
- Nya psalmer 1921 som nr 549 under rubriken "Kyrkan och nådemedlen: Reformationen".
- Sionstoner 1935 som nr 249 under rubriken "Nådens medel: Ordet".
- 1937 års psalmbok som nr 161 under rubriken "Reformationsdagen".
- Bibeltrogna Vänners Tillägg 1980 som nr 759
- 1986 års psalmbok som nr 375 med titelraden "Upp, Sion, att prisa", under rubriken "Ordet".
- Lova Herren 1988 som nr 228 under rubriken "Ordet".